# Lott-Festival

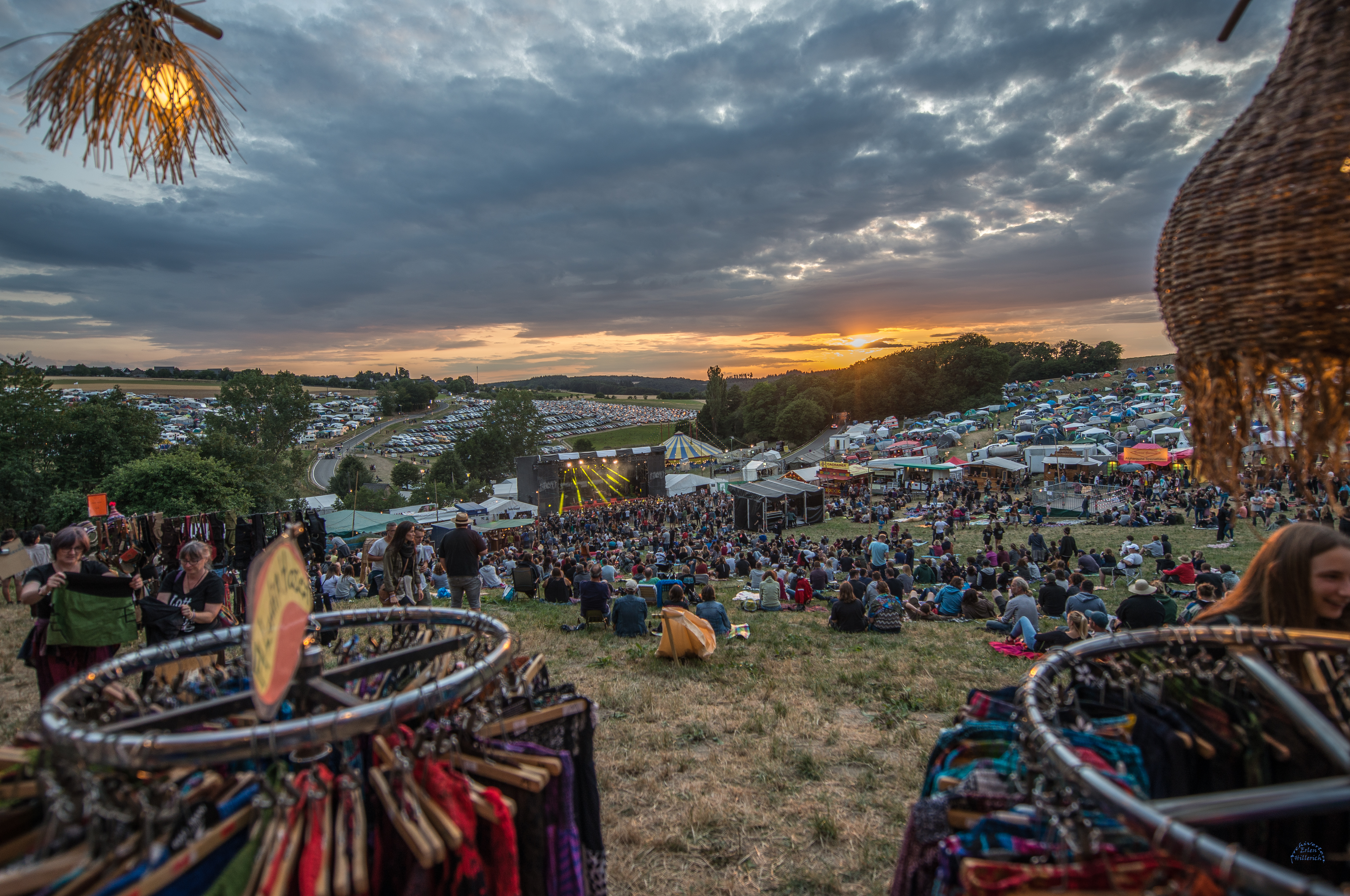
Festivalgelände, im Hintergrund Campingplatz und Parkplätze

Das Lott-Festival ist eine dreitägige Musikveranstaltung, die jährlich am ersten Augustwochenende in einer Feldflur inmitten des Hunsrücks östlich der Gemeinde Raversbeuren stattfindet.

## Geschichte
Der Name „Lott“ stammt von einem Flurstück der Moselgemeinde Enkirch, auf dem die Musikveranstaltung von 1977 bis 1984 abgehalten wurde. Zur ersten Veranstaltung kamen etwa 600 Besucher. In den nächsten Jahren stieg diese Zahl auf fast 10.000 Besucher an. Nach einer Klage lokaler Jagdpächter untersagte das OLG Koblenz 1985 der Gemeinde Enkirch, das Gelände auf dem Flurstück Lott als Austragungsort zur Verfügung zu stellen. Daraufhin wurden zwischen 1985 und 1990 Versuche unternommen, das Festival an anderer Stelle wieder aufleben zu lassen. Seit 1991 findet es auf der Gemarkung der Gemeinde Raversbeuren in der Nähe des Flughafens Frankfurt-Hahn statt. Da seit dem Jahr 1992 wieder fest im Jahresablauf integriert, wachsen auch wieder die Besucherzahlen an und haben sich auf ungefähr 8.000 Personen pro Jahr eingependelt (Stand 2019). Jedoch sind die Grenzen der räumlichen Kapazität erreicht und es gibt seitdem mögliche Zugangsbeschränkungen. Auch haben die seit 2015 notwendig gewordenen Sicherheitsauflagen dazu beigetragen, den einstmals familiären und offenen Charakter ein wenig zurückzudrängen.
Erstmals seit Neubeginn des Festivals in Raversbeuren 1991 fiel im Jahr 2020 die Veranstaltung aus. Der Grund waren die Auswirkungen der COVID-19-Pandemie, einer Viruserkrankung, deren Verbreitung durch behördliche Untersagung von Großveranstaltungen jeglicher Art begegnet werden sollte.
Auch im darauffolgenden Jahr musste die Veranstaltung abgesagt werden. Zwar plante man eine Alternativveranstaltung am Moselufer Traben-Trarbachs, dieses musste jedoch aufgrund des starken Hochwassers ebenfalls abgesagt werden.
Seit 2022 findet das Festival wieder wie gewohnt jährlich statt.

## Veranstalter
Veranstalter ist der Verein Lott-Gesellschaft, Verein zur Förderung kultureller Veranstaltungen e.V. Der nicht kommerziell arbeitende Verein gründete sich im Jahre 1977 aus dem Zusammenschluss von Jugendlichen, welche einer zu der Zeit an Jugendkultur armen Gegend im Mosel-Hunsrück-Gebiet neue Impulse verschaffen wollten.
Die mittlerweile ca. 350 Mitglieder des Vereins sowie weitere ortsansässige Helfer arbeiten alle unentgeltlich. Erwirtschaftete Gewinne des Festivals sowie der Erlös der weiteren, auf das ganze Jahr verteilten Events (Konzerte, Lesungen etc.), werden gemeinnützigen Organisationen gespendet, u. a. ShelterBox, Amnesty International, Govinda Entwicklungshilfe, Target oder dem Deutschen Kinderschutzbund. In den letzten Jahren wurden vor allem zwei langjährige Kooperationsprojekte jährlich mit je 4-stelligen Summen bespendet. Dabei handelt es sich um die Puthi Komar Organisation (Schulprojekte in Kambodscha) sowie den Pangea e.V. (Vorschulprojekt in Namibia).

## Musik/Programm

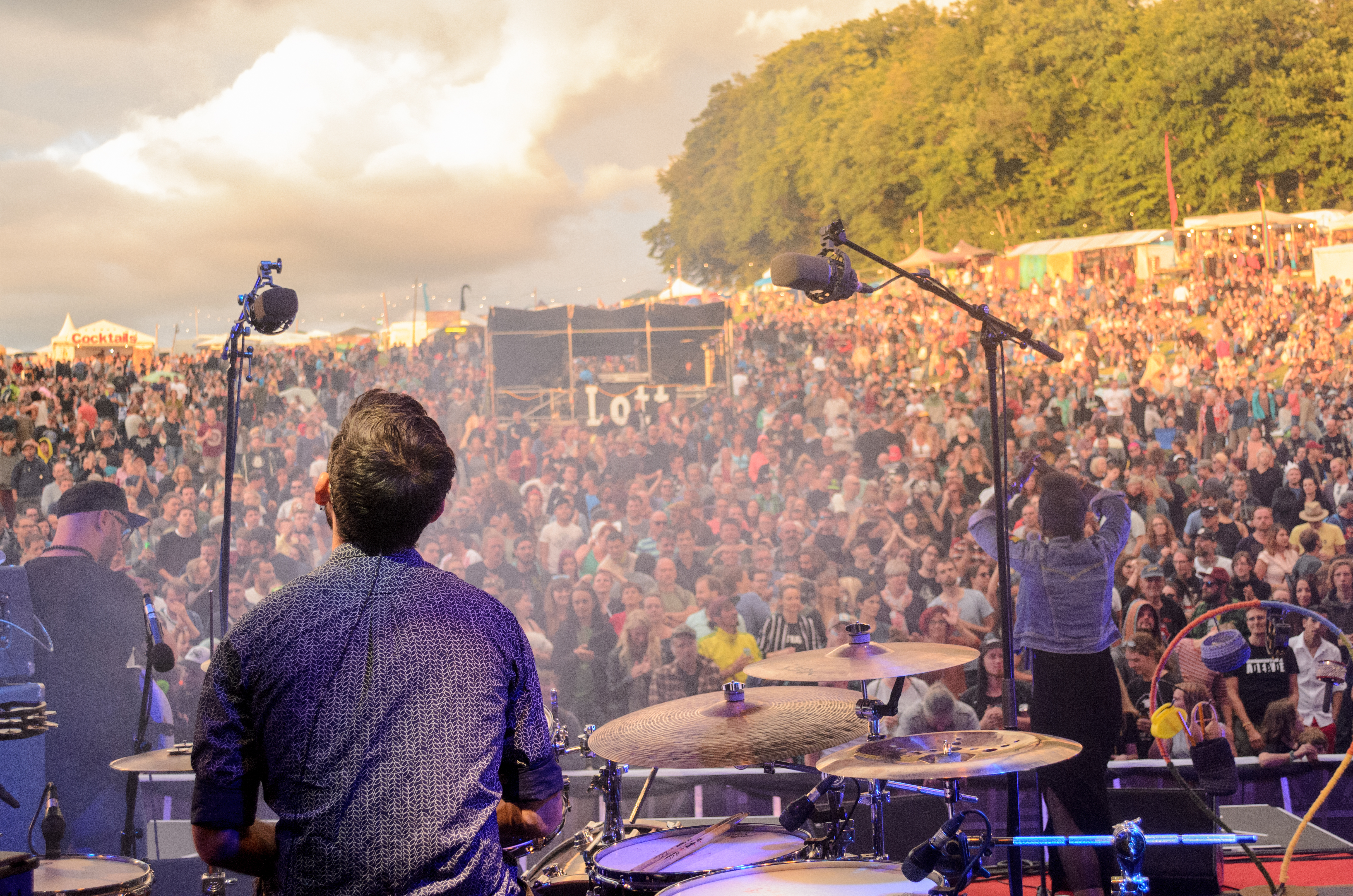
Publikumsmenge während eines Konzertes

Als Musikrichtungen werden Rock, Indie-Pop, Folk-Punk, Jazz, Ska, Punk und viele andere angeboten. Die Bands kommen aus ganz Europa, den USA und Japan. Es treten aber auch lokale Künstler auf. Zu den bekanntesten Gruppen zählen Skindred, Wallis Bird, Kapelle Petra, Crippled Black Phoenix, Therapy?, Blackmail, Polarkreis 18, Tiger Lou, Hundreds, Bauchklang, Babylon Circus, Tab Two, Fink, The Brandos, Electric Eel Shock, Tito & Tarantula, Waltari (Band), Bernd Begemann, Jupiter Jones, Nick Waterhouse, Götz Widmann, Hellsongs, And So I Watch You from Afar, Pothead, Mother Tongue, Stefan Stoppok, Colour Haze und Panteón Rococó, Brutus, Kochkraft durch KMA.
Neben der Musik werden eine Offene Bühne (im angrenzenden Wald), Filmvorstellungen (z. B. mit "Taste the Waste" 2016 ein Film, der auf die weltweite Lebensmittelverschwendung aufmerksam macht) , Poetry-Slam und Aktivitäten für Kinder (z. B. Zirkus, sowie verschiedene Outdoor-Spielemöglichkeiten) angeboten. Dadurch und durch die lockere, offene Atmosphäre ist das Festival im Vergleich zu vielen anderen Festivals überdurchschnittlich Kinder- und Familienfreundlich. Kinder unter 14 Jahren erhalten zudem freien Eintritt.
Der Verein engagiert sich des Weiteren jährlich für ein stärkeres Bewusstsein rund um das Thema Müll und Müllreduzierung. Die Wiese wird traditionell Samstags- und Sonntagsmittags in einer gemeinsamen Aktion mit den Festivalgästen von Müll befreit. Zudem werden Getränke ausschließlich in Mehrwegflaschen verkauft, den Gästen wird die Möglichkeit zur Mülltrennung geboten, es können kostengünstig festivaleigene Kippendosen erworben werden und zahlreiche Kunstprojekte (z. B. eine lebensgroße Holzkuh, die von den Gästen selbst mit bunten, auf der Wiese liegengelassenen Kronkorken verschönert werden kann) machen auf die Problematik aufmerksam.